# Alexeï Barannikov
Alexeï Alexeïevich Barannikov (en russe : Алексей Алексеевич Баранников), né le 13 mai 1975 à Moscou, est un coureur du combiné nordique russe.

## Biographie
Pour sa première épreuve de Coupe du monde en janvier 1997, il est dixième à Val di Fiemme.
En 1998, il gagne une course dans la Coupe du monde B à Taivalkoski.
Il prend part aux Jeux olympiques d'hiver de 2002, où il est 23e en Gundersen.
Aux Jeux olympiques d'hiver de 2006, il est 29e en Gundersen.
Champion de Russie incontesté entre 2000 et 2005, il prend sa retraite sportive en 2011.

## Palmarès

### Jeux olympiques d'hiver
| Épreuve / Édition | Épreuve / Édition | Salt Lake City 2002 | Turin 2006 |
| Gundersen         | Gundersen         | 23e                 | 29e        |
| Sprint            | Sprint            |                     | 42e        |
| Par équipes       | Par équipes       | 10e                 |            |

### Championnats du monde
| Épreuve / Édition | Épreuve / Édition | Trondheim 1997                   | Ramsau 1999 | Lahti 2001 | Val di Fiemme 2003 |
| ----------------- | ----------------- | -------------------------------- | ----------- | ---------- | ------------------ |
| Sprint            | Sprint            | Épreuve inexistante à cette date |             | 50e        | 22e                |
| Gundersen         | Gundersen         | 43e                              | 46e         |            | 35e                |
| Par équipes       | Par équipes       | 10e                              |             | 6e         | 9e                 |

### Coupe du monde
- Meilleur classement général : 41e en 1997.
- Meilleur résultat individuel : 10e.

#### Différents classements en Coupe du monde
| Année     | Classement général final |
| 1996-1997 | 41e                      |
| 2003-2004 | 58e                      |

### Coupe du monde B
- 5e du classement général en 1999.
- 3 podiums individuels, dont 1 victoire.